# Viola cadevallii
Viola cadevallii är en violväxtart som beskrevs av Carlos Pau. Viola cadevallii ingår i släktet violer, och familjen violväxter. Inga underarter finns listade i Catalogue of Life.